# Blond Ambition World Tour Live
Blond Ambition World Tour Live (называемый также Madonna Live! Blond Ambition World Tour 90) — видеоальбом американской певицы и автора-исполнителя Мадонны. Он был выпущен только в формате LaserDisc компанией Pioneer Artists в рамках спонсорского контракта 1990 года на тур Blond Ambition World Tour. Видео содержит запись финального концерта тура в Ницце. До выпуска релиз был спродюсирован и показан американским каналом HBO в качестве телевизионного спецпроекта.
В 1992 году релиз LaserDisc выиграл в категории за лучший музыкальный фильм на 34-й церемонии «Грэмми». Эта награда «Грэмми» стала первой в карьере Мадонны.

## История создания
Видеоальбом был выпущен только на LaserDisc от Pioneer Artists в качестве спонсорского контракта Blond Ambition World Tour, одной из целей которого было популяризировать формат LaserDisc. Содержит последний концерт тура, снятый на стадионе Stade de l’Ouest в Ницце 5 августа 1990 года. Концерт предварительно был показан спродюсировавшим его американским каналом HBO как телевизионный спецпроект Madonna — Live! Blond Ambition World Tour 90. Другой телевизионный спецпроект под таким же названием был показан 24 декабря 1990 года в Европе — он содержал запись концерта из испанской Барселоны, снятую 1 августа 1990 года и спродюсированную итальянским телевизионным каналом Rai Uno. Этот же канал до этого продюсировал запись концерта 1987 года Madonna in Concerto, позднее изданную коммерчески под названием Ciao Italia: Live from Italy в 1988 году.
В 1992 году релиз в формате LaserDisc выиграл в категории Best Music Video, Long Form на 34-й церемонии Грэмми. Это была первая Грэмми в карьере Мадонны. Приз получили Мадонна, Дэвид Мэллет и Марк «Aldo» Мичели (режиссёры видео) и Энтони Итон (продюсер видео).

### Другие релизы
Другие коммерческие релизы Blond Ambition World Tour — это Blond Ambition Japan Tour 90, на VHS и LaserDisc — 25 июля 1990 года. Он был выпущен только в Японии компаниями Sire Records и Warner-Pioneer. Релиз содержит концерт на Yokohama Stadium в Иокогаме, снятый 26 апреля 1990 года. Другой релиз, Blond Ambition Tour 1990, вышел на DVD в Германии только в 2005 на Falcon Neue Medien — он приобрёл лицензию на выход только в этой стране. Ни Мадонна ни Warner Bros. Records не авторизовали релиз, содержащий запись плохого качества, снятую в техасском Хьюстоне в мае 1990 года. Эта же запись была выпущена в Великобритании в октябре 2007 года компанией Quantum Leap Video.

## Форматы
Компания Pioneer по-прежнему удерживает права на формат LaserDisc. Pioneer подтвтердил, что в будущем не ожидается релиза на DVD.

## Список композиций
| №                   | Название                     | Автор(ы)                            | Длительность |
| ------------------- | ---------------------------- | ----------------------------------- | ------------ |
| 1.                  | «Express Yourself»           | Madonna Stephen Bray                |              |
| 2.                  | «Open Your Heart»            | Madonna Gardner Cole Peter Rafelson |              |
| 3.                  | «Causing a Commotion»        | Madonna Bray                        |              |
| 4.                  | «Where's the Party»          | Madonna Bray Patrick Leonard        |              |
| 5.                  | «Like a Virgin»              | Tom Kelly Billy Steinberg           |              |
| 6.                  | «Like a Prayer»              | Madonna Leonard                     |              |
| 7.                  | «Live to Tell" / "Oh Father» | Madonna Leonard                     |              |
| 8.                  | «Papa Don't Preach»          | Madonna Brian Elliot                |              |
| 9.                  | «Sooner or Later»            | Stephen Sondheim                    |              |
| 10.                 | «Hanky Panky»                | Madonna Leonard                     |              |
| Общая длительность: | Общая длительность:          | Общая длительность:                 | 57:50        |

| №                   | Название                                        | Автор(ы)                                        | Длительность |
| ------------------- | ----------------------------------------------- | ----------------------------------------------- | ------------ |
| 1.                  | «Now I'm Following You»                         | Andy Paley Jeff Lass Ned Claflin Jonathan Paley |              |
| 2.                  | «Material Girl»                                 | Peter Brown Robert Rans                         |              |
| 3.                  | «Cherish»                                       | Madonna Leonard                                 |              |
| 4.                  | «Into the Groove»                               | Madonna Bray                                    |              |
| 5.                  | «Vogue»                                         | Madonna Shep Pettibone                          |              |
| 6.                  | «Holiday»                                       | Curtis Hudson Lisa Stevens                      |              |
| 7.                  | «Family Affair» (Sly and the Family Stone song) | Sly Stone                                       |              |
| 8.                  | «Keep It Together»                              | Madonna Bray                                    |              |
| Общая длительность: | Общая длительность:                             | Общая длительность:                             | 54:10        |

## Участники создания
- Дэвид Мэллет — режиссёр
- Энтони Итон — продюсер
- Фредди Деманн — исполнительный продюсер
- Кристофер Чикконе — арт-директор
- Винс Паттерсон — хореограф
- Кевин Александер Сти — ассистент хореографа

## Рейтинги
Madonna — Live! Blond Ambition World Tour
- August 5, 1990 on HBO
- Самая большая аудитория для развлекательной передачи-special за 18-летнюю историю канала HBO
- 4.3 миллиона домохозяйств[4]